# FK Spišská Nová Ves
FK NOVES Spišská Nová Ves là một câu lạc bộ bóng đá Slovakia, đến từ thị trấn Spišská Nová Ves. Câu lạc bộ được thành lập năm 1914.

## Đội hình hiện tại
Tính đến  ngày 11 tháng 3 năm 2018
Ghi chú: Quốc kỳ chỉ đội tuyển quốc gia được xác định rõ trong điều lệ tư cách FIFA. Các cầu thủ có thể giữ hơn một quốc tịch ngoài FIFA.
| Số | VT | Quốc gia | Cầu thủ                     |
| -- | -- | -------- | --------------------------- |
| 1  | TM | Slovakia | Tibor Hirko                 |
| 81 | TM | Slovakia | Róbert Huszárik             |
| 3  | HV | Nigeria  | Celestine Lazarus           |
| 8  | HV | Slovakia | Tomáš Baranyi               |
| 9  | HV | Slovakia | Jozef Kavulič               |
| 14 | HV | Slovakia | Karol Sedláček (Đội trưởng) |
| 18 | HV | Slovakia | Marián Ferenc               |
| 21 | HV | Slovakia | Lukáš Šomšák                |
| 28 | HV | Slovakia | Matej Kunzo                 |
| 90 | HV | Slovakia | Kamil Zekucia (Đội phó)     |
| 2  | TV | Slovakia | Adrián Majko                |
| 5  | TV | Slovakia | Tomáš Šoltés                |

| Số | VT | Quốc gia | Cầu thủ          |
| -- | -- | -------- | ---------------- |
| 6  | TV | Slovakia | Dávid Pavlovský  |
| 7  | TV | Slovakia | Matúš Otruba     |
| 10 | TV | Slovakia | Lukáš Kováč      |
| 11 | TV | Slovakia | Erik Martinko    |
| 15 | TV | Slovakia | Ján Vitkaj       |
| 30 | TV | Slovakia | Radoslav Sirko   |
| 11 | TĐ | Slovakia | Tomáš Hudran     |
| 12 | TĐ | Slovakia | Matej Augustin   |
| 17 | TĐ | Slovakia | Michal Vilkovský |
| 18 | TĐ | Slovakia | Matúš Šomšák     |
| 20 | TĐ | Ukraina  | Vladyslav Mazur  |
| 22 | TĐ | Slovakia | Richard Boroš    |
| 32 | TĐ | Slovakia | Tomáš Regec      |

Về các chuyển nhượng gần đây, xem Danh sách chuyển nhượng bóng đá Slovakia đông 2017-18.